# Улоф Мельберг
У́лоф Ме́льберг (швед. Olof Mellberg, нар. 3 вересня 1977, Гульспонг) — шведський футболіст, що грав на позиції захисника. По завершенні ігрової кар'єри — тренер.
Виступав, зокрема, за клуб «Астон Вілла», а також національну збірну Швеції.
Чемпіон Швеції. Володар Кубка Швеції. Дворазовий чемпіон Греції. Володар Кубка Греції. Володар Кубка Інтертото.

## Клубна кар'єра
Вихованець футбольної школи клубу «Гульспонг» з рідного містечка.
У дорослому футболі дебютував 1996 року виступами за команду клубу «Дегерфорс», в якій провів один сезон, взявши участь у 22 матчах шведського чемпіонату.
Згодом з 1997 по 1998 рік захищав кольори провідного шведського клубу АІК, з яким вигравав чемпіонат Швеції та розіграш Кубка країни.
1998 року перебрався до Іспанії, уклавши контракт з клубом «Расінг» (Сантандер).
Своєю грою за іспанську команду привернув увагу представників тренерського штабу англійського клубу «Астон Вілла», до складу якого приєднався 2001 року. Відіграв за команду з Бірмінгема наступні сім сезонів своєї ігрової кар'єри. Більшість часу, проведеного у складі «Астон Вілли», був основним гравцем захисту команди.
В сезоні 2008-09 захищав кольори італійського «Ювентуса».
До складу грецького «Олімпіакоса» досвідчений захисник приєднався 2009 року. Відіграв за клуб з Пірея 71 матч в національному чемпіонаті. 2012 року перейшов до іспанського «Вільярреала», а ще за рік, у 2013, уклав контракт з данським «Копенгагеном», де і завершив кар'єру.

## Виступи за збірну
Протягом 1996–1999 років залучався до складу молодіжної збірної Швеції. На молодіжному рівні зіграв у 27 офіційних матчах, забив 3 голи.
2000 року дебютував в офіційних матчах у складі національної збірної Швеції.
У складі збірної був учасником чемпіонату Європи 2000 року у Бельгії та Нідерландах, чемпіонату світу 2002 року в Японії і Південній Кореї, чемпіонату Європи 2004 року у Португалії, чемпіонату світу 2006 року у Німеччині, а також чемпіонату Європи 2008 року в Австрії та Швейцарії. Виступав на чемпіонаті Європи 2012 року, проведеному в Україні та Польщі, після якого припинив виступи за національну збірну.
Загалом протягом кар'єри у національній команді, яка тривала 13 років, провів у її формі 117 матчів, забивши 8 голів.

## Кар'єра тренера
Розпочав тренерську кар'єру невдовзі по завершенні кар'єри гравця, 2016 року, очоливши тренерський штаб клубу «Броммапойкарна».
Протягом тренерської кар'єри також очолював команду «Фремад Амагер».
Наразі останнім місцем тренерської роботи був клуб «Гельсінгборг», головним тренером команди якого Улоф Мельберг був з 2019 по 2020 рік.
| Дата       | Місто      | Господарі          | Результат               | Гості                | Турнір                | Голи | Примітки |
| ---------- | ---------- | ------------------ | ----------------------- | -------------------- | --------------------- | ---- | -------- |
| 23/02/2000 | Палермо    | Італія             | 1 – 0                   | Швеція               | товариський матч      | -    |          |
| 29/03/2000 | Грац       | Австрія            | 1 – 1                   | Швеція               | товариський матч      | -    |          |
| 26/04/2000 | Копенгаген | Данія              | 0 – 1                   | Швеція               | товариський матч      | -    |          |
| 03/06/2000 | Гетеборг   | Швеція             | 1 – 1                   | Іспанія              | товариський матч      | -    |          |
| 10/06/2000 | Брюссель   | Бельгія            | 2 – 1                   | Швеція               | ЧЄ 2000 - 1-й етап    | -    |          |
| 15/06/2000 | Ейндговен  | Швеція             | 0 – 0                   | Туреччина            | ЧЄ 2000 - 1-й етап    | -    |          |
| 19/06/2000 | Ейндговен  | Швеція             | 1 – 2                   | Італія               | ЧЄ 2000 - 1-й етап    | -    |          |
| 16/08/2000 | Рейк'явік  | Ісландія           | 2 – 1                   | Швеція               | товариський матч      | -    |          |
| 02/09/2000 | Баку       | Азербайджан        | 0 – 1                   | Швеція               | Відбір до ЧС 2002     | -    |          |
| 11/10/2000 | Братислава | Словаччина         | 0 – 0                   | Швеція               | Відбір до ЧС 2002     | -    |          |
| 28/02/2001 | Валетта    | Мальта             | 0 – 3                   | Швеція               | Відбір до ЧС 2002     | -    |          |
| 24/03/2001 | Гетеборг   | Швеція             | 1 – 0                   | Північна Македонія   | Відбір до ЧС 2002     | -    |          |
| 28/03/2001 | Кишинів    | Молдова            | 0 – 2                   | Швеція               | Відбір до ЧС 2002     | -    |          |
| 25/04/2001 | Женева     | Швейцарія          | 2 – 0                   | Швеція               | товариський матч      | -    |          |
| 02/06/2001 | Стокгольм  | Швеція             | 2 – 0                   | Словаччина           | Відбір до ЧС 2002     | -    |          |
| 06/06/2001 | Гетеборг   | Швеція             | 6 – 0                   | Молдова              | Відбір до ЧС 2002     | -    |          |
| 15/08/2001 | Стокгольм  | Швеція             | 3 – 0                   | ПАР                  | товариський матч      | -    |          |
| 01/09/2001 | Скоп'є     | Північна Македонія | 1 – 2                   | Швеція               | Відбір до ЧС 2002     | -    |          |
| 05/09/2001 | Стамбул    | Туреччина          | 1 – 2                   | Швеція               | Відбір до ЧС 2002     | -    |          |
| 27/03/2002 | Мальме     | Швеція             | 1 – 1                   | Швейцарія            | товариський матч      | -    |          |
| 17/04/2002 | Осло       | Норвегія           | 0 – 0                   | Швеція               | товариський матч      | -    |          |
| 25/05/2002 | Токіо      | Японія             | 1 – 1                   | Швеція               | товариський матч      | -    |          |
| 02/06/2002 | Сайтама    | Швеція             | 1 – 1                   | Англія               | ЧС 2002 - 1-й етап    | -    |          |
| 07/06/2002 | Кобе       | Швеція             | 2 – 1                   | Нігерія              | ЧС 2002 - 1-й етап    | -    |          |
| 12/06/2002 | Міяґі      | Швеція             | 1 – 1                   | Аргентина            | ЧС 2002 - 1-й етап    | -    |          |
| 16/06/2002 | Ойта       | Швеція             | 1 – 2                   | Сенегал              | ЧС 2002 - 1/8 фіналу  | -    |          |
| 21/08/2002 | Москва     | Росія              | 1 – 1                   | Швеція               | товариський матч      | -    |          |
| 07/09/2002 | Рига       | Латвія             | 0 – 0                   | Швеція               | Відбір до ЧЄ 2004     | -    |          |
| 12/10/2002 | Стокгольм  | Швеція             | 1 – 1                   | Угорщина             | Відбір до ЧЄ 2004     | -    |          |
| 16/10/2002 | Гетеборг   | Швеція             | 2 – 3                   | Португалія           | товариський матч      | -    |          |
| 12/02/2003 | Радес      | Туніс              | 1 – 0                   | Швеція               | товариський матч      | -    |          |
| 02/04/2003 | Будапешт   | Угорщина           | 1 – 2                   | Швеція               | Відбір до ЧЄ 2004     | -    |          |
| 30/04/2003 | Стокгольм  | Швеція             | 1 – 2                   | Хорватія             | товариський матч      | -    |          |
| 07/06/2003 | Серраваль  | Сан-Марино         | 0 – 6                   | Швеція               | Відбір до ЧЄ 2004     | -    |          |
| 11/06/2003 | Стокгольм  | Швеція             | 3 – 0                   | Польща               | Відбір до ЧЄ 2004     | -    |          |
| 20/08/2003 | Норрчепінг | Швеція             | 1 – 2                   | Греція               | товариський матч      | -    |          |
| 06/09/2003 | Гетеборг   | Швеція             | 5 – 0                   | Сан-Марино           | Відбір до ЧЄ 2004     | -    |          |
| 10/09/2003 | Хожув      | Польща             | 0 – 2                   | Швеція               | Відбір до ЧЄ 2004     | 1    |          |
| 11/10/2003 | Стокгольм  | Швеція             | 0 – 1                   | Латвія               | Відбір до ЧЄ 2004     | -    |          |
| 18/11/2003 | Каїр       | Єгипет             | 1 – 0                   | Швеція               | товариський матч      | -    |          |
| 31/03/2004 | Гетеборг   | Швеція             | 1 – 0                   | Англія               | товариський матч      | -    |          |
| 28/04/2004 | Коїмбра    | Португалія         | 2 – 2                   | Швеція               | товариський матч      | -    |          |
| 05/06/2004 | Стокгольм  | Швеція             | 3 – 1                   | Польща               | товариський матч      | -    |          |
| 14/06/2004 | Лісабон    | Швеція             | 5 – 0                   | Болгарія             | ЧЄ 2004 - 1-й етап    | -    |          |
| 18/06/2004 | Порту      | Швеція             | 1 – 1                   | Італія               | ЧЄ 2004 - 1-й етап    | -    |          |
| 22/06/2004 | Порту      | Швеція             | 2 – 2                   | Данія                | ЧЄ 2004 - 1-й етап    | -    |          |
| 26/06/2004 | Форе       | Швеція             | 0 – 0                   | Нідерланди           | ЧЄ 2004 - чвертьфінал | -    |          |
| 18/08/2004 | Стокгольм  | Швеція             | 2 – 2                   | Нідерланди           | товариський матч      | -    |          |
| 04/09/2004 | Мальта     | Мальта             | 0 – 7                   | Швеція               | Відбір до ЧС 2006     | -    |          |
| 08/09/2004 | Гетеборг   | Швеція             | 0 – 1                   | Хорватія             | Відбір до ЧС 2006     | -    |          |
| 09/10/2004 | Стокгольм  | Швеція             | 3 – 0                   | Угорщина             | Відбір до ЧС 2006     | -    |          |
| 13/10/2004 | Рейк'явік  | Ісландія           | 1 – 4                   | Швеція               | Відбір до ЧС 2006     | -    |          |
| 17/11/2004 | Единбург   | Шотландія          | 1 – 4                   | Швеція               | товариський матч      | -    |          |
| 09/02/2005 | Париж      | Франція            | 1 – 1                   | Швеція               | товариський матч      | -    |          |
| 26/03/2005 | Софія      | Болгарія           | 0 – 3                   | Швеція               | Відбір до ЧС 2006     | -    |          |
| 04/06/2005 | Гетеборг   | Швеція             | 6 – 0                   | Мальта               | Відбір до ЧС 2006     | -    |          |
| 17/08/2005 | Гетеборг   | Швеція             | 2 – 1                   | Чехія                | товариський матч      | -    |          |
| 03/09/2005 | Стокгольм  | Швеція             | 3 – 0                   | Болгарія             | Відбір до ЧС 2006     | 1    |          |
| 07/09/2005 | Будапешт   | Угорщина           | 0 – 1                   | Швеція               | Відбір до ЧС 2006     | -    |          |
| 08/10/2005 | Загреб     | Хорватія           | 1 – 0                   | Швеція               | Відбір до ЧС 2006     | -    |          |
| 12/10/2005 | Стокгольм  | Швеція             | 3 – 1                   | Ісландія             | Відбір до ЧС 2006     | -    |          |
| 01/03/2006 | Дублін     | Ірландія           | 0 – 3                   | Швеція               | товариський матч      | -    |          |
| 25/03/2006 | Гетеборг   | Швеція             | 0 – 0                   | Фінляндія            | товариський матч      | -    |          |
| 02/06/2006 | Стокгольм  | Швеція             | 1 – 1                   | Чилі                 | товариський матч      | -    |          |
| 10/06/2006 | Дортмунд   | Швеція             | 0 – 0                   | Тринідад і Тобаго    | ЧС 2006 - 1-й етап    | -    |          |
| 15/06/2006 | Берлін     | Швеція             | 1 – 0                   | Парагвай             | ЧС 2006 - 1-й етап    | -    |          |
| 20/06/2006 | Кельн      | Швеція             | 2 – 2                   | Англія               | ЧС 2006 - 1-й етап    | -    |          |
| 24/06/2006 | Монако     | Німеччина          | 2 – 0                   | Швеція               | ЧС 2006 - 1/8 фіналу  | -    |          |
| 02/09/2006 | Рига       | Латвія             | 0 – 1                   | Швеція               | Відбір до ЧЄ 2008     | -    |          |
| 07/10/2006 | Стокгольм  | Швеція             | 2 – 0                   | Іспанія              | Відбір до ЧЄ 2008     | -    |          |
| 07/02/2007 | Каїр       | Єгипет             | 2 – 0                   | Швеція               | товариський матч      | -    |          |
| 28/03/2007 | Белфаст    | Північна Ірландія  | 2 – 1                   | Швеція               | Відбір до ЧЄ 2008     | -    |          |
| 02/06/2007 | Копенгаген | Данія              | 3 – 3                   | Швеція               | товариський матч      | -    |          |
| 06/06/2007 | Стокгольм  | Швеція             | 5 – 0                   | Ісландія             | Відбір до ЧЄ 2008     | 1    |          |
| 22/08/2007 | Гетеборг   | Швеція             | 1 – 0                   | США                  | товариський матч      | -    |          |
| 08/09/2007 | Стокгольм  | Швеція             | 0 – 0                   | Данія                | Відбір до ЧЄ 2008     | -    |          |
| 17/10/2007 | Стокгольм  | Швеція             | 1 – 1                   | Північна Ірландія    | Відбір до ЧЄ 2008     | 1    |          |
| 17/11/2007 | Мадрид     | Іспанія            | 3 – 0                   | Швеція               | Відбір до ЧЄ 2008     | -    |          |
| 21/11/2007 | Стокгольм  | Швеція             | 2 – 1                   | Латвія               | Відбір до ЧЄ 2008     | -    |          |
| 26/03/2008 | Лондон     | Швеція             | 0 – 1                   | Бразилія             | товариський матч      | -    |          |
| 26/05/2008 | Гетеборг   | Швеція             | 1 – 0                   | Словенія             | товариський матч      | -    |          |
| 01/06/2008 | Стокгольм  | Швеція             | 0 – 1                   | Україна              | товариський матч      | -    |          |
| 10/06/2008 | Зальцбург  | Швеція             | 2 – 0                   | Греція               | ЧЄ 2008 - 1-й етап    | -    |          |
| 14/06/2008 | Інсбрук    | Швеція             | 1 – 2                   | Іспанія              | ЧЄ 2008 - 1-й етап    | -    |          |
| 18/06/2008 | Зальцбург  | Швеція             | 0 – 2                   | Росія                | ЧЄ 2008 - 1-й етап    | -    |          |
| 20/08/2008 | Гетеборг   | Швеція             | 2 – 3                   | Франція              | товариський матч      | -    |          |
| 06/09/2008 | Тирана     | Албанія            | 0 – 0                   | Швеція               | Відбір до ЧС 2010     | -    |          |
| 10/09/2008 | Стокгольм  | Швеція             | 2 – 1                   | Угорщина             | Відбір до ЧС 2010     | -    |          |
| 28/03/2009 | Порту      | Португалія         | 0 – 0                   | Швеція               | Відбір до ЧС 2010     | -    |          |
| 06/06/2009 | Стокгольм  | Швеція             | 0 – 1                   | Данія                | Відбір до ЧС 2010     | -    |          |
| 10-6-2009  | Гетеборг   | Швеція             | 4 – 0                   | Мальта               | Відбір до ЧС 2010     | -    |          |
| 12-8-2009  | Стокгольм  | Швеція             | 1 – 0                   | Фінляндія            | товариський матч      | -    |          |
| 5-9-2009   | Будапешт   | Угорщина           | 1 – 2                   | Швеція               | Відбір до ЧС 2010     | 1    | 81'      |
| 9-9-2009   | Та-Калі    | Мальта             | 0 – 1                   | Швеція               | Відбір до ЧС 2010     | -    |          |
| 10-10-2009 | Копенгаген | Данія              | 1 – 0                   | Швеція               | Відбір до ЧС 2010     | -    |          |
| 14-10-2009 | Стокгольм  | Швеція             | 4 – 1                   | Албанія              | Відбір до ЧС 2010     | 2    |          |
| 18-11-2009 | Чезена     | Італія             | 1 – 0                   | Швеція               | товариський матч      | -    |          |
| 3-3-2010   | Суонсі     | Уельс              | 0 – 1                   | Швеція               | товариський матч      | -    |          |
| 29-5-2010  | Стокгольм  | Швеція             | 4 – 2                   | Боснія і Герцеговина | товариський матч      | -    |          |
| 11-8-2010  | Стокгольм  | Швеція             | 3 – 0                   | Шотландія            | товариський матч      | -    |          |
| 3-9-2010   | Стокгольм  | Швеція             | 2 – 0                   | Угорщина             | Відбір до ЧЄ 2012     | -    |          |
| 7-9-2010   | Мальме     | Швеція             | 6 – 0                   | Сан-Марино           | Відбір до ЧЄ 2012     | -    | 34'      |
| 9-2-2011   | Паралімні  | Швеція             | 1 – 1 д.ч. (5 – 6 п.п.) | Україна              | товариський матч      | -    | 46'      |
| 3-6-2011   | Кишинів    | Молдова            | 1 – 4                   | Швеція               | Відбір до ЧЄ 2012     | -    |          |
| 7-6-2011   | Стокгольм  | Швеція             | 5 – 0                   | Фінляндія            | Відбір до ЧЄ 2012     | -    |          |
| 7-10-2011  | Гельсінкі  | Фінляндія          | 1 – 2                   | Швеція               | Відбір до ЧЄ 2012     | -    |          |
| 11-10-2011 | Стокгольм  | Швеція             | 3 – 2                   | Нідерланди           | Відбір до ЧЄ 2012     | -    |          |
| 11-11-2011 | Копенгаген | Данія              | 2 – 0                   | Швеція               | товариський матч      | -    |          |
| 15-11-2011 | Лондон     | Англія             | 1 – 0                   | Швеція               | товариський матч      | -    | 46'      |
| 29-2-2012  | Загреб     | Хорватія           | 1 – 3                   | Швеція               | товариський матч      | -    |          |
| 30-5-2012  | Гетеборг   | Швеція             | 3 – 2                   | Ісландія             | товариський матч      | -    |          |
| 5-6-2012   | Стокгольм  | Швеція             | 2 – 1                   | Сербія               | товариський матч      | -    |          |
| 11-6-2012  | Київ       | Україна            | 2 – 1                   | Швеція               | ЧЄ 2012 - 1-й етап    | -    |          |
| 15-6-2012  | Київ       | Швеція             | 2 – 3                   | Англія               | ЧЄ 2012 - 1-й етап    | 1    | 63'      |
| 19-6-2012  | Київ       | Швеція             | 2 – 0                   | Франція              | ЧЄ 2012 - 1-й етап    | -    |          |
| Усього     |            | Матчів (7 місце)   | 117                     |                      | Голів                 | 8    |          |

## Титули і досягнення

### Командні
- Чемпіон Швеції (1):

АІК: 1998
- Володар Кубка Швеції (1):

АІК: 1996-97
- Чемпіон Греції (2):

«Олімпіакос»: 2010-11, 2011-12
- Володар Кубка Греції (1):

«Олімпіакос»: 2011-12
- Володар Кубка Інтертото (1):

«Астон Вілла»: 2001

### Особисті
Найкращий шведський футболіст року (1):
2003